# Massacre d'Ashura à Quetta (2004)
Le massacre d'Ashoura est un attentat mené par le Lashkar-e-Jhangvi le 2 mars 2004 dans la ville de Quetta au Baloutchistan. L'attaque visait un défilé chiite pleurant la mort de Hussein ibn Ali, mort lors de la bataille de Kerbala en 680. Au moins 42 chiites ont été tués, et une centaine d'autres blessés lors de l'attaque. Le même jour en Irak cette fois, une attaque (en) d'Al-Qaïda en Mésopotamie contre une procession de foi chiite a Kerbala à fait au moins 100 morts et 200 blessés.

## Contexte
Chaque année, les chiites commémorent la mort de Hussain ibn Ali lors de l'Achoura. À Quetta, la ville compte une importante minorité Hazara. Comme chaque année, les chiites de Quetta se rassemblent à Alamdar Road, puis le cortège se dirige vers Mezan Chowk, où des prières à Ali ibn Abi Talib et aux saints du chiisme sont faites, puis le cortège rend au bazar de Liaqat et termine sur l'Alamdar.

## Déroulement
Alors que la procession d'Ashoura suivait son itinéraire normal, arrivé au bazar, trois djihadistes du haut d'un bâtiment ont lancé des grenades à fragmentation, puis ont tiré à l'arme automatique avant de descendre et d'activer leurs charges dans le reste des survivants,.

### Auteurs
À la suite de l'attentat, la police a identifié les corps des assaillants grâce à des tests ADN. D'après la police, les assaillants appartenaient au Lashkar-e-Jhangvi. La police a également arrêté le propriétaire de la maison utilisée pour l'attaque.

### Funéraille
Les funérailles des victimes ont eu lieu le lendemain.

## Réaction
Le secrétaire général des Nations unies, Kofi Annan a condamné les attaques.
Le secrétaire général de l'Organisation de la conférence islamique (OCI), Abdulwahed Belkeziz, a déclaré que de tels actes terroristes ne peuvent être conçus que pour inciter les conflits sectaires entre sunnites et chiites.